# كأس روسيا البيضاء 2009–10
كأس روسيا البيضاء 2009–10 (بالروسية: Кубок Белоруссии по футболу 2009/2010)‏ هو موسم من كأس روسيا البيضاء. أشرف على تنظيمه اتحاد روسيا البيضاء لكرة القدم، وكان عدد الأندية المشاركة فيه 48، وفاز فيه باتي بوريسوف.